# امبیل
امبیل (به اسپانیایی: Ambil) یک منطقهٔ مسکونی در آرژانتین است که در ایالت لا ریوخا، آرژانتین واقع شده‌است.